# Fé bahá'í no Brasil
A Fé Bahá'í no Brasil teve inicio em 1919 com a visita dos bahá'ís pela primeira vez a este país, e a primeira Assembleia Espiritual Local (Instituição consultiva formada por 9 membros maiores de 21 anos numa cidade) Bahá'í no Brasil foi estabelecida ainda em 1928. A pioneira da Fé Bahá´í no Brasil foi a norte-americana Leonora Armstrong vindo a se estabelecer no Brasil em Fevereiro de 1921.Seguiu-se um período de crescimento com a chegada dos pioneiros coordenados dos Estados Unidos que encontraram brasileiros que haviam reconhecido Bahá´u´lláh em suas vidas e em 1961 uma comunidade nacional Bahá'í independente fora formada.